# Copris nevinsoni
Copris nevinsoni är en skalbaggsart som beskrevs av Waterhouse 1891. Copris nevinsoni ingår i släktet Copris och familjen bladhorningar. Inga underarter finns listade i Catalogue of Life.